# 300 (film)
300 – filmowa adaptacja komiksu Franka Millera 300. Film jest opowieścią o bitwie pod Termopilami, która miała miejsce w 480 r. p.n.e. podczas wojny grecko-perskiej. Leonidas wobec nadchodzącej porażki (wynikającej z przewagi wojsk perskich) pozostawił większość oddziałów w Sparcie, udając się z około 300 Spartanami na nieuniknioną śmierć w kierunku wąwozu Termopile, w którym miała rozegrać się bitwa.
Film wyreżyserował Zack Snyder, przy dużej pomocy Franka Millera (pełniącego funkcję producenta oraz głównego konsultanta). Większość ujęć kręcona była w technologii blue boxu, a komputerowo wykonane tła miały maksymalnie upodobnić technikę wykonania filmu do rysowanego komiksu. Premiera filmu w Stanach Zjednoczonych odbyła się 9 grudnia 2006. W Polsce film emitowany był od 23 marca 2007. Film został wydany również w wersji dla kin IMAX, nie był jednak dostępny w tym formacie w większości kin amerykańskich.

## Obsada
- Gerard Butler – król Leonidas
- Lena Headey – królowa Gorgo
- David Wenham – Dilios
- Dominic West – Theron
- Vincent Regan – kapitan
- Michael Fassbender – Stelios
- Rodrigo Santoro – Kserkses I
- Andrew Tiernan – Efialtes z Trachis
- Andrew Pleavin – Daxos
- Tom Wisdom – Astinos
- Giovani Cimmino – Plejstarchos
- Peter Mensah – perski posłaniec
- Kelly Craig – wyrocznia
- Tyler Neitzel – młody Leonidas

## Krytyczny odbiór filmu

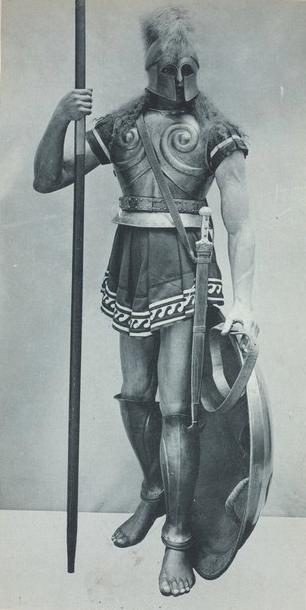
Rzeczywiste wyposażenie hoplity spartańskiego odbiega od tego w filmie i komiksie.

Reżyser filmu Zack Snyder stwierdził podczas wywiadu dla MTV, że wydarzenia są w 90 procentach zgodne z historią i że to efekty użyte w filmie czynią go mało wiarygodnym. Mówił też, że pokazywał go światowej klasy historykom, którzy stwierdzili, że jest wspaniały, a wręcz nie mogli uwierzyć, że jest tak zgodny z prawdziwymi wydarzeniami. Poza tym stwierdził, że nie jest to film dokumentalny oraz że jest głównie oparty na komiksie.
Paul Cartledge, profesor historii greckiej na Uniwersytecie Cambridge, udzielał twórcom rad na temat wymowy imion greckich. Stwierdził, że dobrze wykorzystali jego prace na temat Sparty. Chwalił twórców za dobre zobrazowanie kodeksu honorowego Spartan oraz roli kobiet w niektórych sytuacjach.
Pojawiły się też opinie krytyczne. Ephraim Lytle, profesor hellenistyki na Uniwersytecie Toronto, stwierdził, że 300 wybiórczo idealizuje społeczność Spartan, jednocześnie przedstawiając Persów jako potwory, a nie-spartańskich Greków jako słabeuszy.
Historyk wojskowości, Victor Davis Hanson, także skrytykował film mówiąc, że jego głównym celem było szokować, a dopiero drugorzędnym nauczać.
Touraj Daryaee, profesor nadzwyczajny historii starożytnej na California State University w Fullerton, krytykował film za główny motyw „wolnych i kochających demokrację” Spartan przeciwko „niewolniczym Persom”. Twierdził, że Persja za czasów Achemenidów zatrudniała ludzi bez względu na płeć czy pochodzenie, podczas gdy w Atenach w V wieku p.n.e. mniej niż 14% społeczeństwa brało udział w wyborach, a około 37% społeczeństwa stanowili niewolnicy. Zarzuca też, że Sparta była w rzeczywistości militarną monarchią, a nie krajem demokratycznym.
Ponadto film jest relacją jednego z uczestników bitwy pod Platejami, Diliosa, który przetrwał bitwę pod Termopilami, opuszczając ją na polecenie Leonidasa. Opowiada on o losie Spartan tuż przed rozpoczęciem bitwy, koloryzując fakty dla podniesienia morale wojska.

## Inspiracje filmem
Niemiecki zespół muzyczny Heaven Shall Burn zainspirował się filmem 300 i zorganizował specjalny koncert pod nazwą „Defending Sparta” (pol. „Obrona Sparty”), który odbył się w Wiedniu 21 lutego 2010 roku. Uprzednio wybrał 300 swoich fanów do roli „wojowników”, wyposażył ich w okolicznościowe koszulki i pozwolił im w czasie koncertu niejako stoczyć „walkę” przy muzyce grupy. Materiał z tego koncertu został wydany jako dodatek bonusowy do albumu Invictus (Iconoclast III).
Również jeden z polskich zespołów metalowych Hammer of Hate zainspirowany wydarzeniami z filmu nagrał utwór o nazwie „Sparta”.

## Kontynuacja
W 2014 roku miał swoją premierę spin off filmu – 300: Początek imperium. Opowiada on o bitwie pod Salaminą.